# Ján Kováčik (politik)
Ján Kováčik (9. listopadu 1924 – ???) byl slovenský a československý politik Komunistické strany Slovenska a poslanec Sněmovny národů Federálního shromáždění za normalizace.

## Biografie
K roku 1971 a 1976 se uvádí jako předseda JZD.
Ve volbách roku 1971 zasedl do slovenské části Sněmovny národů (volební obvod č. 127 - Handlová, Středoslovenský kraj). Mandát obhájil ve volbách roku 1976 (obvod Handlová) a volbách roku 1981 (obvod Handlová). Ve FS setrval do konce funkčního období, tedy do voleb roku 1986.